# 皮亞特尼恰內 (赫梅利尼茨基州)
48°49′37″N 26°14′52″E / 48.82694°N 26.24778°E
參數所指定的目標頁面不存在，建議更正成存在頁面或直接建立下列一個頁面（建立前請先搜尋是否有合適的存在頁面可以取代）：
- 皮亞特尼恰內

皮亞特尼恰內（羅馬化：Piatnychany）是位於烏克蘭西部赫梅利尼茨基州卡緬涅茨-波多利斯基區的村莊，面積1.91平方公里，海拔高度247米，2001年人口605，人口密度每平方公里316.3人。